# Лілі Іванова
Лілі Іванова (нар. 24 квітня 1939, Кубрат, Третє Болгарське царство) — болгарська співачка. Народна артистка Болгарської Народної Республіки (1981). Одна з найуспішніших співачок в історії болгарської популярної музики. На знак поваги за її внесок у болгарську популярну музику її називають «Прима болгарської естради». Почесна громадянка Софії.

## Біографія
Народилася в місті Кубрат 24 квітня 1939 року. Батько, Іван Петров Дамянов, працював чиновником в мерії, а мати — Марія Петрова Дамянова — була домогосподаркою, іноді підробляла офіціанткою. У свідоцтві хрещення записана як Ліляна Іванова Петрова, в пам'ять про сестру. 
Після початку професійної кар'єри співачка взяла ім'я Лілі Іванова і під ним стала відомою в Болгарії та світі. Закінчила медичне училище у Варні в 1959 році, рік працювала медсестрою. Вперше виявила талант у хорі робітників. Стала популярною співачкою з піснею композитора Йосифа Цанкова «В суботу ввечері» (1964). 
У 1963 році в Румунії вийшов її перший альбом, а свій перший міжнародний приз «Золотий Ключ» Іванова отримала в 1966 році в місті Братислава за виконання пісні болгарського композитора Ангела Заберского «Адажіо». Після того її очікують численні перемоги на інших міжнародних конкурсах, десятки міжнародних нагород.
За майже 50 років на сцені Лілі Іванова записала понад 600 пісень у 35 альбомах, багато з яких стали Золотими грамплатівками в Європі. В 1997 році Міжнародною асоціацією жінок номінована як одна з найпопулярніших жінок ХХ століття. 11 травня 2006 року удостоєна зірки на болгарській Алеї слави в місті Софія.

### Особисте життя
Лілі Іванова офіційно була одружена 3 рази. У 1961 році одружується вперше з Георгієм Павловим, лікарем. Другий чоловік — Іван Пеєв, болгарський композитор. Третій — Янчо Таков.

## Дискографія
- 2015 — Невероятно
- 2013 — Li
- 2010 — Този свят е жена
- 2010 — В името на вярата
- 2008 — Една любов
- 2006 — Златна Колекция: Без Правила
- 2003 — Иллюзия наречена любов
- 2000 — Ветрове
- 1998 — Частен случай
- 1995 — Готови ли сте за любов
- 1993 — Хазарт
- 1989 — Тежка сватба
- 1987 — Ти ме повика
- 1986 — Лили 86
- 1984 — Искам Те 2
- 1984 — Искам Те 1
- 1983 — Сърцето те избра
- 1982 — Щурче
- 1979 — Моят Град 2
- 1979 — Моят Град 1
- 1978 — Животът ни събира, животът ни разделя
- 1977 — Гълъбът
- 1976 — Стари мой приятелю
- 1975 — Танго
- 1973 — Вечност
- 1972 — Обичам Те 2
- 1972 — Обичам Те 1
- 1970 — Камино
- 1969 — Този свят е тъй прекрасен
- 1968 — Море на младостта
- 1967 — Уличката малка
- 1963 — Lili Ivanova — Recital